# 후지사와 루저
〈후지사와 루저〉(藤沢ルーザー)는 일본의 록 밴드 ASIAN KUNG-FU GENERATION의 12번째 싱글이다. 2008년 10월 15일에 발매됐다. 커플링곡은 미국의 밴드 렌탈스 (The Rentals)와의 협업 곡이다.

## 수록곡
1. 후지사와 루저 (藤沢ルーザー)
2. Hello Hello

## 차트 순위
| 차트                  | 최고순위 |
| --------------------- | -------- |
| 오리콘 주간 싱글 차트 | 6        |